# Balance (álbum de Armin van Buuren)
Balance es el séptimo álbum de estudio, escrito por el DJ holandés y productor discográfico Armin van Buuren. Fue lanzado el 25 de octubre de 2019 a través de Armada Music, después de su último álbum de estudio, Embrace en 2015. Se lanza como un álbum doble con cada parte que consta de 14 pistas.
Cuenta con colaboraciones, incluso con Above & Beyond , Avian Greys, BT, Fernando Garibay, Lucas & Steve, Luke Bond, Ne-Yo y Shapov.

## Listado de pistas
- Seguimiento de detalles y metadatos adaptados de Apple Music.[4]
- Nota: en Beatport se ha lanzado de forma exclusiva el álbum con las versiones extendidas.[5] Algunos tracks no tienen versión extendida y se lanza la original. Al no estar disponible esta versión en las plataformas de streaming como Spotify, los usuarios deberán buscar dichas versiones en los sencillos propios de cada canción lanzada por separado.

| Disco 1 |                                                                 |                                                                                              |                                    |          |  |
| N.º     | Título                                                          | Escritor(es)                                                                                 | Productor(s)                       | Duración |  |
| 1.      | «Sucker For Love» (featuring Avalan)                            | Armin van Buuren Benno de Goeij Valentijn Hoogwerf Julien Vahle                              |                                    | 2:56     |  |
| 2.      | «Something Real» (con Avian Grays featuring Jordan Shaw)        | van Buuren Avian Grays de Goeij Andreas Moe Elke Kalberg Ryan Fierat Jesse Draak Jordan Shaw | van Buuren Avian Grays             | 2:59     |  |
| 3.      | «Wild Wild Son» (featuring Sam Martin)                          | van Buuren de Goeij Sam Martin                                                               | van Buuren de Goeij                | 3:33     |  |
| 4.      | «Phone Down» (con Garibay)                                      | van Buuren de Goeij Fernando Garibay Justin Stein Ramiro Padilla                             | van Buuren de Goeij Garibay        | 3:12     |  |
| 5.      | «Blah Blah Blah»                                                | van Buuren Andrew Bullimore Joshua Record                                                    | van Buuren                         | 3:03     |  |
| 6.      | «Sunny Days» (featuring Josh Cumbee)                            | van Buuren de Goeij Gordon Goothredde Tobias Gad Joshua Combee Afshin Salmani                | van Buuren Toby Gad AFSHeeN Cumbee | 3:30     |  |
| 7.      | «Runaway» (featuring Candace Sosa)                              | van Buuren de Goeij Candace Nicole Sosa Jordan Young                                         |                                    | 3:57     |  |
| 8.      | «It Could Be» (con Inner City)                                  | van Buuren de Goeij Kevin Saunderson Rasmus Svensson-Blixt Moa Hammar                        |                                    | 2:37     |  |
| 9.      | «Unlove You» (featuring Ne-Yo)                                  | van Buuren de Goeij Jesse Wilson Shaffer Smith Tierce Person                                 |                                    | 2:30     |  |
| 10.     | «Therapy» (featuring James Newman)                              | van Buuren de Goeij James Newman Michael Busbee                                              | van Buuren de Goeij                | 3:06     |  |
| 11.     | «Waking Up With You» (featuring David Hodges)                   | van Buuren de Goeij Jaden Michaels David Hodges David Naish                                  | van Buuren                         | 2:59     |  |
| 12.     | «Sex, Love & Water» (featuring Conrad Sewell)                   | van Buuren Angel Lopez Scott Storch Conrad Sewell Flora Cutler Charles Reece                 | van Buuren Lopez Storch            | 3:17     |  |
| 13.     | «Don't Give Up On Me» (con Lucas & Steve featuring Josh Cumbee) | van Buuren Lucas De Wart Steven Jansen Cumbee Salmani                                        | van Buuren Lucas & Steve           | 3:05     |  |
| 14.     | «Don't Let Me Go» (featuring Matluck)                           |                                                                                              |                                    | 3:15     |  |

| Disco 2 |                                                     |                                                                                |                                    |          |  |
| N.º     | Título                                              | Escritor(es)                                                                   | Productor(s)                       | Duración |  |
| 15.     | «La Résistance De l'amour» (vs. Shapov)             | van Buuren Alexander Shapovalov                                                | van Buuren Shapov                  | 3:31     |  |
| 16.     | «Million Voices»                                    | van Buuren de Goeij Bullimore Record Alistair Lloyd-Webber                     |                                    | 3:07     |  |
| 17.     | «Show Me Love» (con Above & Beyond)                 | van Buuren de Goeij Jonathan Grant Anthony McGuinness Paavo Siljamaki          | van Buuren de Goeij Above & Beyond | 3:31     |  |
| 18.     | «Song I Sing» (featuring HALIENE)                   | van Buuren de Goeij Kelly Sweet Matthew Steeper                                |                                    | 4:22     |  |
| 19.     | «High On Your Love» (featuring James Newman)        | van Buuren de Goeij Amir Izadkhah Piers Aggett Kesi Dryden Jonny Harris Newman |                                    | 3:08     |  |
| 20.     | «I Need You» (con Garibay featuring Olaf Blackwood) | van Buuren de Goeij Garibay Olaf Blackwood                                     |                                    | 3:26     |  |
| 21.     | «Lonely for You» (featuring Bonnie McKee)           | van Buuren de Goeij Bonnie Leigh McKee Jessica Malakouti                       | van Buuren de Goeij                | 3:13     |  |
| 22.     | «Always» (con BT featuring Nation Of One)           | van Buuren de Goeij Brian Transeau Kristi Krings                               |                                    | 3:39     |  |
| 23.     | «Turn It Up»                                        | van Buuren Ki McPhail Duck Blackwell                                           | van Buuren                         | 2:52     |  |
| 24.     | «Mr. Navigator» (con Tempo Giusto)                  | van Buuren Tuomas Lähteenoja                                                   |                                    | 2:32     |  |
| 25.     | «Revolution» (con Luke Bond featuring KARRA)        | van Buuren Lucas Bond Karra Jillian Madden                                     | van Buuren Luke Bond               | 3:16     |  |
| 26.     | «All Comes Down» (featuring Cimo Frankel)           | van Buuren de Goeij Cimo Frankel Yoshi Green Rik Anemma                        |                                    | 3:17     |  |
| 27.     | «Miles Away» (featuring Sam Martin)                 | van Buuren de Goeij Martin                                                     |                                    | 3:46     |  |
| 28.     | «Stickup»                                           | van Buuren de Goeij                                                            | van Buuren de Goeij                | 2:49     |  |
| 90 min. |                                                     |                                                                                |                                    |          |  |

## Balance Tour
Después del anuncio del nuevo álbum en el episodio 930 de su radio ASOT, muchos comenzaron a sospechar que es posible que se anuncie una nueva gira Armin Only. Aún no hay noticias de si eso ocurrirá pero van Buuren ha anunciado varios tours bajo el nombre "Balance Tour". El primero, "Balance China Tour", fue anunciado el 26 de septiembre de 2019 con fechas a lo largo de noviembre de este mismo año en China. El segundo, "Balance USA Tour", fue anunciado el 11 de octubre de 2019 con fechas en Estados Unidos en enero y febrero de 2020. Se usó un autobús vivienda para el equipo de Armin rotulado con los colores y la temática de Balance.  Con motivo del lanzamiento de Balance, Armin ha anunciado la apertura de la "Balance Escape Room", una escape room localizada en Ámsterdam. Fue justo un día después del lanzamiento de Balance cuando Armin anuncia en las redes la localización de tres murales con motivo de su nuevo álbum. Todos los murales contienen un Spotify Code que redirige al usuario a la lista de reproducción Armin van Buuren Presents de Spotify. Las localizaciones de los murales son: en México City (Condesa), 273 Tehuantepec; en NYC (Brooklyn), 348 Troutman Street; y en Amsterdam City (Center), Nieuwezijds Voorburgwal 353. Armin instó en las redes a que los usuarios utilizaran el hashtag #arminXbalance para compartir todo el material que los fanes compartan tanto de su nuevo álbum como de los murales.